# Amauridia dentina
Amauridia dentina là một loài bướm đêm trong họ Noctuidae.